# Aragó-alagút
Az Aragó-alagút egy vasúti alagút Spanyolországban, Barcelonában. Az alagútban futó vasútvonal 1668 mm nyomtávolságú, 3000 V egyenárammal villamosított. Összekapcsolja a város két fontos vasútállomását, Barcelona Santst és El Clot-Aragó állomást, érintve Passeig de Gràcia állomást is.

## Története
Az Aragó-alagutat eredetileg a Carrer d'Aragó utca kimélyítése útján építették, hogy kelet-nyugati összeköttetést teremtsenek a számos újonnan megnyitott vasútvonal között. 1902-ben megnyitották az Aragó megállót (ma Passeig de Gràcia). Az 1950-es évek eleje óta a vágást egyre inkább befedték, azaz beépítették. Passeig de Gràcia, a metró és a vasút közös átszálló állomásának átadásával 1960-ban elkészült az alagút.
Abban az időben ez a vonal volt az egyetlen vasúti összeköttetés Madrid és Barcelona két fontos pályaudvara, az Estació del Nord (Északi pályaudvar) és a França ("Francia pályaudvar") pályaudvar között, így a távolsági vonatok mindig is ezen a vonalon közlekedtek. A normál nyomtávú Provença-alagút megnyitása óta csak a Valencia vagy Alicante felől érkező széles nyomtávú Euromed-vonatok közlekednek az Aragó-alagúton keresztül. 1975-ben megnyílt az új Barcelona Sants állomás, amely az Aragó-alagúthoz csatlakozott. 1977-ben a Meridiana-alagutat egy új szakaszon összekötötték az Aragó-alagúttal.

## Állomások
- Barcelona Sants
- Passeig de Gràcia
- El Clot-Aragó